# Миллер, Эрл
Эрл Миллер (англ. Earl L. Miller; 18 июня 1946, Роквилл-Сентер, штат Нью-Йорк — 24 июня 1989, штат Нью-Хэмпшир) — американский органист.
Родился в семье Гарри Ллойда Миллера (1909—2004), химика и музыканта-любителя. Окончил Университет Монтаны у Лоуренса Перри (орган) и Рудольфа Вендта (фортепиано), затем продолжил образование в Американском университете в Вашингтоне; изучал исторически ориентированное исполнительство под руководством Роберта Пейсона Хилла.
Играл в Вашингтонском кафедральном соборе, церквях Иллинойса и Виргинии. С 1982 г. органист и хормейстер Церкви Христа в Андовере, штат Массачусетс, до 1988 г. также органист школы-интерната имени Филлипса Брукса в Северном Андовере. С 1988 г. и до конца жизни муниципальный органист в Портленде, штат Мэн, играл на Кочмаровском органе.
Миллер считался заметным специалистом по англоамериканской органной музыке XIX — начала XX веков. С 1979 г. постоянный участник конвентов Общества исторических органов, возглавлял в обществе комиссию по исполнению на исторических органах; приобрёл известность в профессиональном сообществе интересом к различным эксцентричным разновидностям инструментов — так, в 1982 году выступил с Пластиковой сюитой (фр. Suite Plastique) собственного сочинения для органа и трёх игрушечных пластиковых каллиоп. В 1983 году выпустил альбом небольших разнохарактерных пьес (англ. A Reed Organ Anthology), записанный на фисгармонии; в том же году вышел двойной альбом «Пфефферовская одиссея» (англ. A Pfeffer Odyssey), совместно с органисткой Розалинд Монсен, — сборник пьес, записанных на исторических органах небольших городков в штатах Миссури и Айова, изготовленных в конце XIX века мастером Джоном Джорджем Пфеффером. Оставил и ряд других записей.
Покончил жизнь самоубийством.